# Abdelmoumen Chikhi
Abdelmoumen Chikhi (en arabe : عبد المؤمن الشيخي) est un footballeur algérien né le 29 février 1996 à Berrouaghia en Algérie. Il évolue au poste d'arrière gauche à l'ES Sétif.

## Biographie
Le 28 décembre 2018, il signe au NC Magra, club évoluant en Ligue 2 algérienne. A l’issu de la saison 2018-2019 il connaîtra l’accession en Ligue 1 algérienne avec son club.
Le 28 août 2020, il signe à la JS Kabylie.
Le 2 avril 2022, il est convoqué pour la première fois par Madjid Bougherra en équipe d’Algérie A' pour disputer une double confrontation amicale contre l’équipe du Togo pour préparer le Championnat d'Afrique des nations de football 2022.

## Statistiques
| Saison                | Club                  | Championnat           | Championnat | Championnat | Championnat | Coupe(s) nationale(s) | Coupe(s) nationale(s) | Coupe(s) nationale(s) | Compétition(s) continentale(s) | Compétition(s) continentale(s) | Compétition(s) continentale(s) | Compétition(s) continentale(s) | Total | Total | Total |
| Saison                | Club                  | Division              | M.          | B.          | P.d.        | M.                    | B.                    | P.d.                  | Comp.                          | M.                             | B.                             | P.d.                           | M.    | B.    | P.d.  |
| 2018-2019             | NC Magra              | Ligue 2               | 11          | 0           | 0           | 1                     | 0                     | 0                     | -                              | -                              | -                              | -                              | 12    | 0     | 0     |
| 2019-2020             | NC Magra              | Ligue 1               | 17          | 0           | 0           | 1                     | 0                     | 0                     | -                              | -                              | -                              | -                              | 18    | 0     | 0     |
| 2020-2021             | JS Kabylie            | Ligue 1               | 23          | 1           | 0           | 1                     | 0                     | 0                     | C3                             | 5                              | 0                              | 0                              | 29    | 1     | 0     |
| 2021-2022             | JS Kabylie            | Ligue 1               | 28          | 1           | 2           | -                     | -                     | -                     | C3                             | 0                              | 0                              | 0                              | 28    | 1     | 2     |
| Total sur la carrière | Total sur la carrière | Total sur la carrière | 79          | 2           | 2           | 3                     | 0                     | 0                     | -                              | 5                              | 0                              | 0                              | 87    | 2     | 2     |

## Palmarès
JS Kabylie
- Coupe de la Ligue algérienne (1) :
  - Vainqueur : 2020-21.

- Coupe de la confédération (1) :
  - Finaliste : 2020-21.